# Алекс Петровић
Алекс Петровић (енгл. Alex Petrovic; Едмонтон 3. март 1992) је канадски професионални хокејаш српског порекла који тренутно игра за НХЛ екипу Едмонтон ојлерсе. Игра у одбрани.

## Биографија

### Јуниорска каријера
Хокеј је као дечак почео да игра у родном Едмонтону. Изабран је 2007. године на драфту Западне хокејашке лиге (ВХЛ) у другом кругу од стране Ред дир ребелса. У својој првој сезони 2008/09, одиграо је 66 утакмица и остварио 13 поена. Појавио се на НХЛ драфту 2010. године, где је изабран као 36 пик од стране Флорида пантерса. За Ребелсе је последњу сезону одиграо 2011/12. године.

### Професионална каријера
Алекс Петровић је 18. априла 2011. године потписао трогодишњи отворени уговор са Флорида пантерсима. У сезони 2011/12 са Сан Антонио ремпејџсима је играо плеј-оф у Америчкој хокејашкој лиги. Сезону 2012/13 почео је у АХЛ-у, али је у априлу добио позив да заигра за Пантерсе. Свој деби у НХЛ-у имао је 18. априла 2013. године против Њујорк ренџерса, а до краја сезоне је одиграо укупно шест утакмица. Није постигао ниједан поен, али је имао рекордних 25 минута казне.
Прошао је тренинг камп Пантера пре сезоне 2013/14 и очекивало се да одигра целу сезону у НХЛ лиги, али је међу првима након само седам утакмица послат поново у Сан Антонио у АХЛ. Свој први гол у најјачој хокејашкој лиги постигао је 26. јануара 2016. против Торонто мејпл лифса. Две недеље касније, 9. фебруара у победи Пантерса 7:4 над Буфало сејберсима у гостима, постигао је један гол и имао једну асистенцију.

## Статистика
| 2007/08    | МЛАЦ Мејпл лифси      | АМХЛ       | 31 | 3  | 8  | 11 | 80  | — | — | — | — | —  |
| 2007/08    | Ред дир ребелси       | ВХЛ        | 10 | 1  | 0  | 1  | 2   | — | — | — | — | —  |
| 2008/09    | Ред дир ребелси       | ВХЛ        | 66 | 1  | 12 | 13 | 70  | — | — | — | — | —  |
| 2009/10    | Ред дир ребелси       | ВХЛ        | 57 | 8  | 19 | 27 | 87  | 4 | 0 | 0 | 0 | 4  |
| 2010/11    | Ред дир ребелси       | ВХЛ        | 69 | 7  | 50 | 57 | 140 | 9 | 0 | 6 | 6 | 23 |
| 2011/12    | Ред дир ребелси       | ВХЛ        | 68 | 12 | 36 | 48 | 141 | — | — | — | — | —  |
| 2011/12    | Сан Антонио ремпејџси | АХЛ        | 5  | 0  | 1  | 1  | 0   | 9 | 2 | 4 | 6 | 14 |
| 2012/13    | Сан Антонио ремпејџси | АХЛ        | 55 | 4  | 13 | 17 | 102 | — | — | — | — | —  |
| 2012/13    | Флорида пантерси      | НХЛ        | 6  | 0  | 0  | 0  | 25  | — | — | — | — | —  |
| 2013/14    | Сан Антонио ремпејџси | АХЛ        | 43 | 2  | 11 | 13 | 79  | — | — | — | — | —  |
| 2013/14    | Флорида пантерси      | НХЛ        | 7  | 0  | 1  | 1  | 8   | — | — | — | — | —  |
| 2014/15    | Сан Антонио ремпејџси | АХЛ        | 41 | 3  | 17 | 20 | 59  | 3 | 0 | 1 | 1 | 0  |
| 2014/15    | Флорида пантерси      | НХЛ        | 33 | 0  | 3  | 3  | 34  | — | — | — | — | —  |
| НХЛ укупно | НХЛ укупно            | НХЛ укупно | 46 | 0  | 4  | 4  | 67  | — | — | — | — | —  |